# Phlebotomus gouldi
Phlebotomus gouldi är en tvåvingeart som beskrevs av Lewis 1978. Phlebotomus gouldi ingår i släktet Phlebotomus och familjen fjärilsmyggor.
Artens utbredningsområde är Thailand. Inga underarter finns listade i Catalogue of Life.